# Flectonotus goeldii
Flectonotus goeldii és una espècie de granota endèmica del Brasil.
La femella té a l'esquena una depressió en forma de cistella i voltada per una sanefa de pell transparent on porta els ous, que no són gaires (fins a uns 20). Protegits així, els capgrossos es desenvolupen dins de l'ou fins a una fase avançada, de manera que quan en surten ja se'ls veuen les potes del darrere. Aleshores, la mare els deixa a la basseta que forma l'aigua acumulada a les rosetes de fulles de les bromeliàcies, i en pocs dies hi acaben la metamorfosi.
Viu amagada a les lianes i sota la fullaraca en turons molt boscosos, i és força abundant. Se la troba al sud-est del Brasil, del nivell del mar fins als 1000 metres d'altura als estats de Rio de Janeiro, São Paulo i Espírito Santo.
És de color castany i canyella, cosa que l'ajuda a camuflar-se entre els arbustos.